# Зволен
 Тази статия е за града в Словакия.  За окръга вижте Зволен (окръг).  За града в Полша вижте Зволен (Полша).
Зволен (на словашки: Zvolen) е град в централна Словакия, административен център на окръг Зволен в Банскобистришки край. Населението му е 42 476 души (по приблизителна оценка от декември 2017 г.).

## География
Зволен е разположен е на 293 m надморска височина в котловина на Словашкото средногорие, при вливането на река Слатина в Хрон и на 18 km южно от град Банска Бистрица.

## История
На територията на днешния град и в неговите околности има следи от човешко присъствие още от палеолита. През IX век е основано славянско селище, днешния квартал Мотьова, което се превръща в областен център на днешна централна Словакия.
Самият Зволен се споменава за пръв път през 1135 година, като през Средновековието е център на графство в рамките на Унгария. През XI-XII век там е изградена една от най-големите средновековни крепости в Европа – Пусти храд. Градът, възникнал първоначално около крепостта, се превръща във важна точка от търговския път, свързващ Буда с Краков. През 30-те години на XIII век Зволен е едно от първите селища в Унгария, което получава от краля градски привилегии, подновени през 1243 година.
През XIV век Лайош I Велики построява Зволенския замък, който става ловна резиденция, често посещавана от унгарските крале. През 1385 година там е отпразнуван бракът между кралица Мария Унгарска и бъдещия император Сигизмунд Люксембургски.
В битката при Зволен през 1703 година унгарските бунтовници удържат победа над армията на Хабсбургите и Дания. През 1848 – 1849 година депутат от Зволен е Людовит Щур, революционер и деец на словашкото национално движение. През 1871 година градът е свързан с железопътна линия и през следващите години се превръща във важен железопътен възел и промишлен център. През 1919 година става част от територията на Чехословакия.
Зволен е един от центровете на Словашкото народно въстание през 1944 година. Два бронирани влака, произведени в местния завод, са запазени като паметник на тези събития.

## Икономика
В Зволен има голяма дървообработваща фабрика.

## Инфраструктура
Зволен е важен железопътен и пътен възел. В града има технически университет, а от летището в близкия Силач се извършват редовни полети до Прага.